# وكالة الأمن الصحي في المملكة المتحدة
وكالة الأمن الصحي في المملكة المتحدة ( UKHSA ) هي وكالة حكومية في المملكة المتحدة، وهي مسؤولة منذ أبريل 2021 عن حماية الصحة العامة على مستوى إنجلترا والقدرة على مكافحة الأمراض المعدية وتحل محل هيئة الصحة العامة في إنجلترا المنشأة سابقاً . وهي وكالة تنفيذية تابعة لوزارة الصحة والرعاية الاجتماعية بالمملكة المتحدة (DHSC).
أدى تشكيل هيئة الأمن الصحي بالمملكة المتحدة بشكل أساسي إلى نقل وظائف تحسين الصحة العامة في إنجلترا إلى الهيئة الجديدة المذكورة أعلاه، في حين تشكل عناصر حماية الصحة جزءًا من الوكالة الحكومية الجديدة.  تم نقل الموظفين والأنظمة إلى المنظمة الجديدة في عام 2021.  استمرت الهيئة القديمة في الوجود في الظل حتى سبتمبر 2021.  أصبحت الهيئة الجديدة تعمل بكامل طاقتها في 1 أكتوبر 2021.